# Naturschutzgebiet Lohagen
Das Naturschutzgebiet Lohagen ist ein 2,17 Hektar großes Naturschutzgebiet (NSG) an der südwestlich von Wiblingwerde in der Gemeinde Nachrodt-Wiblingwerde im Märkischen Kreis in Nordrhein-Westfalen.
Das Gebiet wurde 1938 und 1965 von der Bezirksregierung Arnsberg per Verordnung als Naturschutzgebiet ausgewiesen.

## Gebietsbeschreibung
Bei dem NSG handelt es sich um einen Birken-Eichenmischwald und eine Wacholderheide.